# Liste der Monuments historiques in Callac
Die Liste der Monuments historiques in Callac führt die Monuments historiques in der französischen Gemeinde Callac auf.

## Liste der Bauwerke
| Bezeichnung                 | Beschreibung              | Standort | Kennzeichnung | Schutzstatus | Datum | Bild           |
| --------------------------- | ------------------------- | -------- | ------------- | ------------ | ----- | -------------- |
| Reste der Kirche Notre-Dame | Erbaut im 16. Jahrhundert | (Lage)   | PA00089047    | Inscrit      | 1927  | weitere Bilder |

## Liste der Objekte

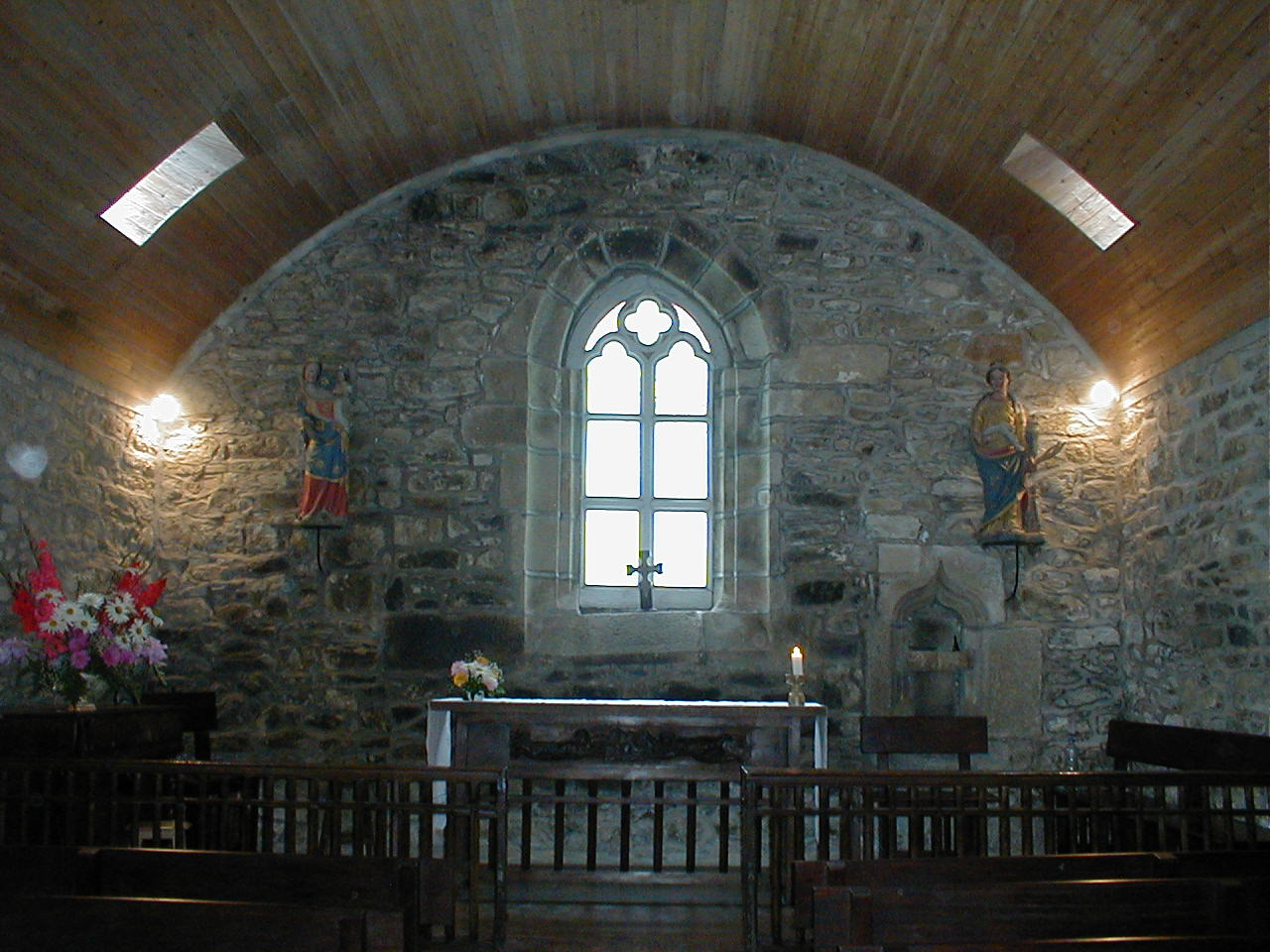
Innenansicht der Kapelle Ste-Barbe mit Heiligenskulpturen

- Monuments historiques (Objekte) in Callac in der Base Palissy des französischen Kultusministeriums